# Wahlström & Widstrands litteraturpris
Wahlström & Widstrands litteraturpris är ett litterärt pris på 50 000 svenska kronor som utdelas vartannat år. Priset instiftades 1993 till Per Wästbergs 60-årsdag.

## Pristagare
- 1993 – Per Wästberg
- 1994 – Lars Bergquist
- 1996 – Claes Hylinger
- 1998 – Christine Falkenland
- 2000 – Gunnar Harding
- 2002 – Beate Grimsrud
- 2004 – Johanna Nilsson
- 2006 – Anders Paulrud
- 2008 – Malte Persson
- 2010 – Jacques Werup
- 2012 – Eva F. Dahlgren
- 2014 – Bengt af Klintberg[2]

### Fotnoter
1. ↑  ”Wahlström och Widstrands litteraturpris”. Wahlström & Widstrand. Arkiverad från originalet den 10 maj 2012. https://web.archive.org/web/20120510140430/http://www.wwd.se/Om-forlaget/WWs-litteraturpris/. Läst 9 juni 2012.
2. ↑  Wahlström & Widstrands litteraturpris 2014 tilldelas Bengt af Klintberg. W&W. Läst 15 februari 2016